# Криушинская мечеть
Криушинская мечеть или Бакинская мечеть (азерб. Bakı məscidi və ya Kriuşi məscidi) — шиитская мечеть, построенная в 1907—1909 годах в Астрахани. Во время советской власти минарет мечети был разрушен, а в разные годы ее здание использовалось как склад и культурный центр. В 2002 году усилиями азербайджанской диаспоры Астрахани мечеть была восстановлена и передана азербайджанской общине и названа Бакинской мечетью. Мечеть находится на Бакинской улице в Астрахани.

## История
По архивным данным, в 1903 году собралось 238 астраханцев, которые решили построить мечеть на месте молельни, действовавшей с 1897 года и находившейся на территории местного жителя Нижеметдинова, в Криушском районе. В 1907 году Астраханская губерния разрешила построить каменную мечеть на 2-й Бакалдинской улице на земле, завещанной Нежеметдиновым. Мулла мечети также назначается в мае. Строительство началось в июне 1907 года и закончилось в 1909 году. При школе действовали мужская и женская школы. В 1938 году, во время советской власти, мечеть была закрыта, а здание использовалось как склад. В 1940 году минарет мечети был разрушен. В 1950 году здание рассматривали как спортзал. Поэтому второй этаж внутри здания снесен. Пожар в здании в 1987 году повредил его пол и интерьер.
В 2002 году мечеть была отремонтирована усилиями азербайджанской общины Астраханской области. После ремонта мечеть получила название «Бакинская» и была передана азербайджанской общине. Помимо азербайджанцев, в мечети молятся и другие мусульмане.